# داء السكري والصمم
داء السكري والصمم أو داء السكري والصمم الموروثان من الأم أو داء السكري المتقدري، هو نوع فرعي من مرض السكري ينجم عن طفرة نقطية في الموضع 3243 في دنا المتقدرة البشرية الذي يتكون من جينوم حلقي. يؤثر هذا على ترميز جين الحمض النووي الريبوزي الناقل لليوسين. تورَث المتقدرة من الأم، ولهذا فإن هذا المرض موروث من أفراد عائلة الأم فقط. كما هو واضح من الاسم، سيعاني الفرد المتأثر من الداء السكري وفقدان السمع الحسي العصبي.

## العلامات والأعراض
يبدأ نقص السمع بانخفاض إدراك الترددات فوق 5 كيلوهرتز تقريبًا، وينخفض ذلك تدريجيًا على مر السنين إلى فقدان سمع شديد على جميع الترددات. قد يكون مرض السكري المصاحب لفقدان السمع مشابهًا لمرض السكري من النوع 1 أو السكري من النوع 2؛ ومع ذلك، فإن مرض السكري من النوع 1 هو الشكل الأكثر شيوعًا بين الاثنين. يرتبط المرض أيضًا بعدد من المشكلات الأخرى، بما في ذلك الاضطرابات الكلوية ومشكلات الجهاز الهضمي واعتلال عضلة القلب.

## علم الوراثة

### النفوذ وعمر ظهور المرض
يمثل داء السكري والصمم الموروث 1% من مرضى السكري. يعاني أكثر من 85% من الأشخاص الذين يحملون الطفرة في دنا المتقدرة في الموضع 3243 من أعراض مرض السكري. متوسط العمر الذي يتم فيه تشخيص الأشخاص الذين يعانون من داء السكري والصمم الموروث هو 37 عامًا، ولكن يُعتَقَد أنه يتراوح بين 11 عامًا و 68 عامًا. يعاني 75% من الأشخاص الذين يحملون الطفرة والمصابين بالسكري من فقدان السمع الحسي العصبي أيضًا. في هذه الحالات، يظهر فقدان السمع عادةً قبل ظهور مرض السكري ويتميز بانخفاض في إدراك الترددات العالية النغمة. عادة ما يكون فقدان السمع المصاحب لمرض السكري أكثر شيوعًا وينخفض بسرعة أكبر لدى الرجال منه لدى النساء.

### تأثير الطفرة على الحمض النووي الريبوزي الناقل لليوسين (UUR)
تملك المتقدرة جينوم حلقي خاص بها يحتوي على 37 جين، يرمز 22 جين منها حموض نووية ريبية ناقلة. تلعب هذه الحموض النووية الريبية الناقلة دورًا أساسيًا في تخليق البروتين عن طريق نقل الأحماض الأمينية إلى الريبوسوم. يحدث داء السكري والصمم الموروث نتيجة استبدال القاعدة النتروجينية A إلى G في دنا المتقدرة في الموضع 3243 الذي يشفر الحمض النووي الريبوزي الناقل لليوسين. تكون هذه الطفرة عادةً بشكل متغاير بلاسميًا. تتسبب الطفرة في هذا الجين (A3243G) بعدم استقرار التشكل الأصلي (الحالة الواطنة) وتثنية الحمض النووي الريبوزي الناقل لليوسين. يُعدَّل اليوريدين الذي يقع في الموضع الأول على مقابلة الرامزة من الحمض النووي الريبوزي الناقل لليوسين بعد النسخ لضمان التعرف الصحيح على الرامزة. يُعرف هذا التعديل بتعديل التورين الذي ينخفض نتيجةً لخطأ بنية الحمض النووي الريبوزي الناقل لليوسين. تؤدي هذه البنية الخاطئة أيضًا إلى انخفاض أسيلة الأحماض الأمينية. وقد ثبت أن الطفرة تؤدي أيضًا إلى انخفاض وظيفة الحمض الريبي النووي الناقل وبالتالي انخفاض تخليق البروتين.